# James Albon
Pour les articles homonymes, voir Albon (homonymie).
James Albon (né en 1990) est un illustrateur et graveur écossais résidant à Lyon.

## Carrière
James Albon a étudié à l'Edinburgh College of Art puis à la Royal Drawing School (en) de Londres.
Il collabore avec différents journaux et magazines : Wall Street Journal, Libération, L'Express, le Guardian, Wired, le 1. Il travaille régulièrement pour la maison d'édition Folio Society,.

## Expositions
- Bankside Gallery, London, 2014.
- Art of Buna, Cologne, 2018.
- Fotanian, Hong Kong, 2014.
- Royal Scottish Academy, Edinburgh, 2013.
- Christies, London, 2015.

## Publications
- 2016 : Her Bark & Her Bite, Top Shelf Productions,  (ISBN 978-1603094078)
- 2018 : C'est mort Darling, Michel Lagarde,  (ISBN 978-2-37731-086-9)
- 2019 : A Shining Beacon, Top Shelf Productions,  (ISBN 9781603094450)[3]
- 2021 : The Delicacy, Top Shelf Productions,  (ISBN 978-1603094924)[4]
- 2022 : Recette de famille, Glénat,  (ISBN 9782344052662)[5],[6]

## Distinctions
James Albon a reçu en 2012 le prix Gwen May de la Royal Society of Painter-Printmakers.
Il figure parmi les lauréats des éditions 2012 et 2020 du prix international de gravure René Carcan.